# Natale Abbadia
Natale Abbadia (Gènova (Liguria), 11 de març, 1782 – Roma (Laci), 25 de desembre, 1861) va ser un compositor i director de cor italià.

## Biografia
Natale Abbadia va ser professor de cant i cor al Teatre Carlo Felice de Gènova des del 1831 fins al 1837, així com un bon compositor de música eclesiàstica i teatral. Més tard es va traslladar a Milà com a professor de cant.
Ja des de la seva infantesa va demostrar ser un apassionat de la música. Durant quatre anys va seguir amb èxit els estudis del mestre romà Pietro Raimondi i posteriorment es va confiar al mestre Luigi Cerro, el seu compatriota. Als dotze anys ja va sorprendre els seus professors amb la seva gran habilitat per interpretar les peces més difícils al clavicèmbal. Gràcies a la seva gran passió per l'estudi i al seu talent, va aconseguir adquirir cada cop més confiança, força i expressió en les seves actuacions, d'acord amb les regles del contrapunt.
També era evident el seu bon gust per la melodia i l'acompanyament en les obres que va compondre. Amb només vint anys va compondre, en el context de la música sacra, una missa a tres veus i una a quatre veus que va rebre els aplaudiments del públic.
Per al teatre va escriure una farsa titulada L'imbroglione e il castigamatti i un drama a 7 veus titulat La Giannina di Pontieu o La Villanella d'onore.
La seva filla Luigia era mezzosoprano i professora de cant.

## Obra
- Giannina di Pontieu ovvero La Villanella d'onore, òper, Gènova, 1812
- L'imbroglione e il castigamatti, farsa, 1812